# Flaminio Boulanger

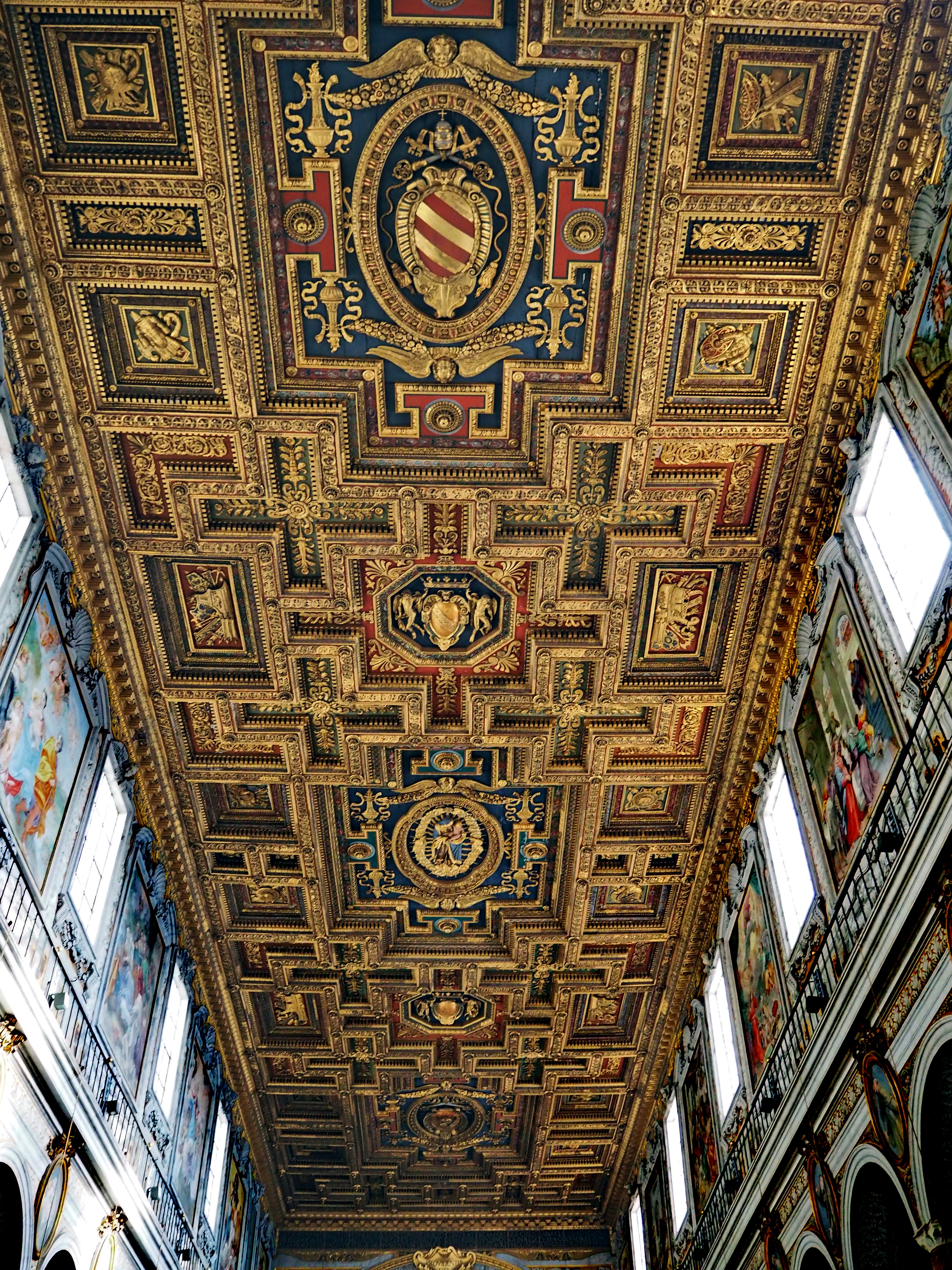
Innertaket i kyrkan Santa Maria in Aracoeli i Rom.

Flaminio Boulanger var en fransk skulptör och mästarsnickare, verksam under 1500-talets senare hälft. I Rom har han utfört detaljsnidet i Lateranbasilikans innertak. År 1573 utförde Boulanger taket i Oratorio del Santissimo Crocifisso. Detta tak förstördes dock 1798 i samband med den franska ockupationen.
År 1575 formgav han innertaket i Santa Maria in Aracoeli, vilket hugfäster minnet av slaget vid Lepanto fyra år tidigare, då Heliga ligan besegrade osmanerna.